# ProPublica
ProPublica és una corporació sense ànim de lucre amb seu a la ciutat de Nova York. S'autodefineix com una redacció independent que realitza periodisme d'investigació d'interès públic.
L'any 2010 es va convertir en la primera font de notícies online en guanyar un Premi Pulitzer per un article realitzat per un dels seus reporters i publicat tant a ProPublica com al New York Times Magazine. Les investigacions són realitzades per l'equip de Pro-Publica a temps complet i el resultat final és entregat a mitjans col·laboradors per la seva publicació o emissió. En alguns casos, els periodistes, tant de ProPublica com dels mitjans on es publiquen els articles treballen conjuntament en l'elaboració del reportatge. ProPublica s'ha associat amb més de 90 organitzacions de norícies i mitjans diferents, incloent 60 minutes, ABC World News, Business Week, CNN, The Los Angeles Times, The New York Times, The Washington Post o The Huffington Post, entre molts altres.

## Història
ProPublica és una idea original de Herbert i Marion Sandler, els exdirectors generals del Golden West Financial Corporation, que es van comprometre a pagar deu milions de dòlars a l'any per finançar el projecte. Els Sandler va contractar Paul Steiger, excap de redacció del Wall Street Journal, per a crear i dirigir l'organització com a editor en cap. El grup de notícies comparteix el seu treball sota la llicència no comercial de Creative Commons.

## Finançament
A més de rebre suport financer de la Sandler Foundation, ProPublica funciona gràcies a la contribució d'altres organitzacions i institucions com la Knight Foundation, MacArthur Foundation, Pew Charitable Trusts, Fundació Ford o The Carnegie Corporation.
ProPublica ha atret l'atenció pels salaris elevats dels seus alts executius. El cap de ProPublica, Paul Steiger, va cobrar 571.687 dòlars el 2008, d'acord amb les declaracions d'impostos de l'empresa. Per la seva banda, l'editor en cap, Stephen Engelberg, en va cobrar 343.463. Els grans salaris han estat àmpliament criticats per altres periodistes i fins i tot alguns en el món sense ànim de lucre els han tildat d'excessius.

## Premis
L'any 2010, ProPublica va guanyar conjuntament el Premi Pulitzer de Periodisme d'Investigació per «una història que narra les decisions urgents- de vida o mort efectuades per metges esgotats d'un hospital quan estaven aïllats per les inundacions de l'huracà Katrina». Va ser escrit per Sheri Fink i publicat tant al New York Times com a ProPublica. Aquesta investigació també va guanyar el premi National Magazine Award.
L'any 2011, ProPublica va guanyar el seu segon Premi Pulitzer. Els reporters Jesse Eisinger i Jake Bernstein van guanyar-lo gràcies a la seva sèrie de The Wall Street Money Machine. Aquest va ser el primer cop que va atorgar-se un Pulitzer a una sèrie només publicada a Internet, sense versió de paper.

## Membres de la junta
- Herbert Sandler
- Paul Steiger
- Henry Louis Gates, Jr.
- Mary Graham
- Alberto Ibargüen

## Unes investigacions destacades
- Dafna Linzer i Robert Lewis, Lost in Translation: Alhurra—America’s Troubled Effort to Win Middle East Hearts and Minds (video)
- Abrahm Lustgarten, Jonathan Sidhu i Allison Battey, '«New York’s Gas Rush Poses Environmental Threat», Albany Times-Union.
- Abrahm Lustgarten, «Fractured Relations — New York City Sees Drilling as Threat to Its Water Supply by  with WNYC», Albany Times-Union, i New York Sun.
- Sheri Fink, «In the Eye of the Storm»
- T. Christian Miller, Marlena Telvick, Oriana Zill de Granados, Lowell Bergman i Jake Bernstein, Partnered with MSN Money and Frontline.U.S. Targets Overseas Bribery; KBR Exec's Plea Widens Probe
- Robert Lewis, Acting Tough: When Cameras Leave, OSHA Penalties Wither
- Lisa Schwartz, «Palin Administration Oversaw $26 million Road to 'Nowhere'», Newsweek.
- Marcus Stern, Paul Kiel i Lisa Schwartz, Palin Defended 'Bridge to Nowhere' to 'Spinmeisters'
- Jake Bernstein, Anatomy of a Bank Failure
- Charles Ornstein i Tracy Weber, «Criminal Past Is No Bar to Nursing in California» amb el diari Los Angeles Times
- Charles Ornstein i Tracy Weber with, «California Takes Steps to Probe Nurses' Criminal Backgrounds» Los Angeles Times
- Why CDC Responded with 'Lack of Urgency' to Formaldehyde Warnings by Joaquin Sapien with the Atlanta Journal-Constitution
- Government Study on Children Living in Katrina Trailers Muddled By Delays, Confusion by Joaquin Sapien with the Atlanta Journal-Constitution
- Chisun Lee i Kristin Jones, «GOP offers scant proof of voter fraud», Politico.
- Ben Protess i Joel Rubin, «As Rape Victims Wait, Money for DNA Testing Goes Unused», Los Angeles Times
- Sharona Coutt, Marc Lifsher i Michael A. Hiltzik, «Goldman Sachs urged bets against California bonds it helped sell, Los Angeles Times.
- Michael Grabell i Jamie Wilson, «Crimes by Air Marshals Raise Questions About Hiring», USA Today.